# Alejandro Arellano Cedillo
Alejandro Arellano Cedillo, CORC (ur. 8 czerwca 1962 w Olías del Rey) – hiszpański duchowny katolicki, arcybiskup tytularny, dziekan Roty Rzymskiej od 2021 roku, członek Dykasterii Spraw Kanonizacyjnych od 2025.

## Życiorys
25 października 1987 otrzymał święcenia kapłańskie. Pracował jako wikariusz sądowy archidiecezji madryckiej. Od 2007 był prałatem audytorem Roty Rzymskiej.
30 marca 2021 został mianowany przez papieża Franciszka dziekanem Roty Rzymskiej, zastępując na tym stanowisku odchodzącego na emeryturę prałata Pio Vito Pinto. 2 lutego 2023 został mianowany arcybiskupem otrzymując stolicę tytularną Bisuldino. Sakry udzielił mu 25 marca 2023 Sekretarz Stanu kardynał Pietro Parolin.
16 stycznia 2025 papież mianował go członkiem Dykasterii Spraw Kanonizacyjnych.